# Arnaud Bovolenta
Arnaud Bovolenta (* 6. September 1988 in Albertville) ist ein französischer Freestyle-Skier. Er startet in der Disziplin Skicross.

## Werdegang
Bovolenta begann seine Sportkarriere als alpiner Skirennläufer. Dabei trat er von 2003 bis 2008 vorwiegend bei FIS-Rennen an. Ende der Saison 2007/08 wechselte er zur Freestyle-Disziplin Skicross. Sein erstes Weltcuprennen fuhr er am 16. Januar 2008 in Flaine, das er auf dem 44. Rang beendete. Von 2008 bis 2010 nahm er am Europacup teil. Dabei belegte er in der Saison 2009/10 den ersten Platz in der Skicross-Disziplinenwertung. Seine erste Top-10-Platzierung im Weltcup erreichte er am 19. Dezember 2010 mit dem siebten Rang in Innichen. Bei den Weltmeisterschaften 2011 in Deer Valley kam er auf den 12. Platz. Bei seiner ersten Olympiateilnahme 2014 in Sotschi kam er ins Finale und gewann dabei die Silbermedaille hinter seinem Teamkollegen Jean-Frédéric Chapuis.
In der Saison 2014/15, die er auf dem 14. Platz im Skicross-Weltcup beendete, erreichte Bovolenta in Val Thorens mit dem fünften Platz sein bis dahin bestes Weltcupergebnis. Bei den Weltmeisterschaften 2015 am Kreischberg kam er auf den zehnten Platz. Zu Beginn der Saison 2015/16 erreichte er in Innichen mit dem dritten Platz seine erste Weltcup-Podestplatzierung. Im weiteren Saisonverlauf belegte er in Idre den zweiten Platz und holte am 25. Februar 2017 in Sunny Valley seinen ersten Weltcupsieg. Die Saison beendete er auf dem 11. Platz im Skicross-Weltcup.

## Erfolge

### Weltmeisterschaften
- Deer Valley 2011: 12. Skicross
- Kreischberg 2015: 10. Skicross

### Weltcupwertungen
| Saison  | Gesamt | Gesamt | Skicross | Skicross |
| Saison  | Platz  | Punkte | Platz    | Punkte   |
| ------- | ------ | ------ | -------- | -------- |
| 2010/11 | 59.    | 15     | 17.      | 168      |
| 2011/12 | 74.    | 12     | 21.      | 124      |
| 2012/13 | 97.    | 12     | 22.      | 118      |
| 2013/14 | 90.    | 14     | 18.      | 157      |
| 2014/15 | 47.    | 20     | 14.      | 224      |
| 2015/16 | 94.    | 13,67  | 24.      | 164      |
| 2016/17 | 57.    | 22,79  | 11.      | 319      |
| 2017/18 | 90.    | 15,80  | 19.      | 158      |
| 2018/19 | 140.   | 7,45   | 31.      | 82       |
| 2019/20 | 111.   | 11,55  | 21.      | 127      |

### Weltcupsiege
Bovolenta errang im Weltcup bisher fünf Podestplätze, davon einen Sieg:
| Datum            | Ort          | Land     |
| ---------------- | ------------ | -------- |
| 25. Februar 2017 | Sunny Valley | Russland |

### Europacup
- Saison 2008/09: 3. Skicross-Disziplinenwertung
- Saison 2009/10: 1. Skicross-Disziplinenwertung
- 6 Podestplätze, davon 1 Sieg

### Weitere Erfolge
- Winter-X-Games 2011: 19. Skicross
- Winter-X-Games 2012: 11. Skicross